# Heteronychus impudens
Heteronychus impudens är en skalbaggsart som beskrevs av William Jack 1923. Heteronychus impudens ingår i släktet Heteronychus och familjen Dynastidae. Inga underarter finns listade i Catalogue of Life.